# Silvia Giordano (attrice)
Silvia Giordano (Salerno, 25 febbraio 1980) è un'attrice e cantante italiana.

## Biografia
A 19 anni è protagonista della sit-com di Italia 1, Bim Bum Manga. Successivamente partecipa come protagonista di puntata a Casa Vianello, poi in Camera Café, nel film Two families, per entrare poi nel cast della soap opera Un posto al sole dove, dal 2005 al 2007, interpreta  il ruolo di Ludovica Mancini, per poi tornare in alcune puntate del 2008. 
Nel 2008 e nel 2009 è nel cast principale della soap Un posto al sole d'estate, con lo stesso ruolo ma con maggiore spazio riservato alle sue doti canore.
Silvia Giordano ha anche cantato in vari spot pubblicitari e in alcune sigle di cartoni animati.

## Carriera

### Cinema
- Two Families, regia di Romano Scavolini (2007) - Ruolo: Natalia

### Fiction TV
- Bim Bum Manga - Italia 1 - Sit-com di Giuliano Forni - Ruolo: protagonista
- Casa Vianello - Canale 5 - Guest
- Camera Café - Sit-com - Italia 1 - Partecipazione ad alcuni episodi - Guest - Ruolo: Loredana
- Un posto al sole - Soap opera - Rai 3 - Dal 2005 al 2008 - Cast secondario - Ruolo: Ludovica Mancini
- Un posto al sole d'estate (2008-2009) - Telefilm - Rai 3 - Cast principale - Ruolo: Ludovica Mancini

### Programmi TV
- Friends for fun - Varietà per bambini - Italia 1

### Altre esperienze
- Sanremo Rock
- Kristen - Video musicale - Regia di Abel Ferrara